# Confissão de Augsburgo
A Confissão de Augsburgo, em latim Confessio Augustana, é um documento central na reforma de Lutero, que foi uma reação à Igreja Católica. Foi apresentado na Dieta de Augsburgo de 1530.
No dia 21 de janeiro de 1530, o Imperador Carlos V convocou uma dieta imperial a reunir-se no mês de abril seguinte, em Augsburgo, Alemanha. Ele desejava ter uma frente unida nas suas operações militares contra os turcos, e isso parecia exigir um fim na desunião religiosa que tinha sido introduzida como resultado da Reforma.
Assim, o Imperador convidou os príncipes e representantes das cidades livres do Império para discutir as diferenças religiosas na futura dieta imperial, na esperança de superá-las e restaurar a unidade. De acordo com o convite, o Eleitor da  Saxônia pediu aos seus teólogos em Wittenberg que preparassem um relato sobre as crenças e práticas nas igrejas da sua terra. Uma vez que uma exposição de doutrinas, conhecida pelo nome de Artigos de Schwabach, tinha sido preparada no verão de 1529, tudo o que parecia ser necessário agora era uma exposição adicional a respeito das mudanças práticas introduzidas nas igrejas da Saxônia. Tal exposição foi, por isso, preparada pelos teólogos de Wittenberg e, visto que foi aprovada num encontro em Torgau (Saxônia), no fim de março de 1530, é chamada comumente de Artigos de Torgau.
Juntamente com outros documentos, os Artigos de Schwabach e Torgau foram levados a Augsburgo. Lá foi decidido fazer uma declaração luterana conjunta em vez de uma simples declaração saxônica, a explanação a ser apresentada ao Imperador. Circunstâncias também exigiram que se deixasse claro na declaração que os luteranos não fossem reunidos ao acaso com os demais oponentes de Roma. Outras considerações indicaram que seria desejável enfatizar mais a harmonia com Roma do que as diferenças. Todos estes fatores contribuíram para determinar as características do documento que estava sendo preparado por Felipe Melanchthon. Os Artigos de Schwabach tornaram-se a base para a primeira parte do que veio a ser chamado de Confissão de Augsburgo, e os Artigos de Torgau tornaram-se a sua segunda parte. Lutero, que não estava presente em Augsburgo, foi consultado por correspondência, mas as emendas e revisões continuaram sendo feitas até a véspera da apresentação formal ao imperador, em 25 de Junho de 1530. Assinada por sete príncipes e pelos representantes de duas cidades livres, a Confissão imediatamente adquiriu importância peculiar como uma declaração pública de fé.
Dois dias após a apresentação da Confissão de Augsburgo, os representantes católicos resolveram preparar uma refutação ao documento luterano, a Confutatio Pontificia ("Confutação Pontifícia"), a qual foi lida na Dieta, em 3 de agosto. O Imperador exigiu que os luteranos admitissem que sua Confissão havia sido refutada. A reação luterana surgiu na forma da Apologia da Confissão de Augsburgo, que estava pronta para ser apresentada em 22 de setembro, mas foi rejeitada pelo Imperador.
A Apologia foi publicada por Felipe Melanchton no fim de maio de 1531. Tornou-se confissão de fé oficial quando foi assinada, juntamente com a Confissão de Augsburgo, em Esmalcalda, no ano de 1537.
Ao assinarem a Confissão, os sete príncipes deram-lhe força de documento real. Com isso, a Confissão não podia ser questionada no território governado pelos príncipes, mesmo sendo contra os princípios do catolicismo romano.